# 今出川兼季
今出川 兼季（いまでがわ かねすえ）は、鎌倉時代後期から南北朝時代にかけての公卿。太政大臣・西園寺実兼の四男。官位は従一位・太政大臣。今出川、または菊亭と号す。
法華宗陣門流の門祖日陣は娘の妙菊を通して孫にあたる。今出川の号は領有していた今出川殿による。今出川殿はもともとは次兄・公顕が領し、公顕も今出河を号していたが、兼季が殿邸を相続した。また、別号を菊亭と称したが、これは兼季が菊を好んで邸の庭に植えたからとも、菊亭という名の西園寺家領の殿邸を兼季が伝領したためともいわれている。
父・実兼より、次兄・公顕の継嗣とされ、兼季の後は公顕の子の実顕を嫡子とするように定められていた。しかし、兼季に実子実尹が生まれ（母は公顕の娘）、一方で実顕が兼季よりも先に早世し、実顕の子公冬も南朝に仕えたため、兼季が今出川殿を相続し、兼季の子孫が今出川家を称するようになった。

## 経歴
以下、『公卿補任』と『尊卑分脈』の内容に従って記述する。
弘安9年（1286年）1月13日、叙爵。同年4月3日、正五位下に昇叙。正応2年（1289年）1月5日、従四位下に昇叙。同年4月26日、従四位上に昇叙。正応3年（1290年）3月6日、侍従に任ぜられる。同年10月27日、正四位下に昇叙。永仁2年（1294年）3月27日、左少将に任ぜられる。同年5月11日、左中将に転じ、同年閏10月23日、中宮権亮を兼ねる。永仁6年（1298年）6月23日、蔵人頭に補される。同年8月10日、春宮権亮に遷る。
正安元年（1299年）4月26日、参議に任ぜられる。春宮権亮と左中将は元の如し。同年6月6日、従三位に叙せられ、同日春宮権亮は止める。正安2年（1300年）3月6日、正三位に昇叙。正安3年（1301年）4月5日、左衛門督を兼ね検非違使別当に補される。正安4年（1302年）、春宮権大夫を兼ねるか。同年2月28日、権中納言に昇進。同年12月14日、検非違使別当を止める。乾元2年（1303年）1月20日、左衛門督を止める。嘉元2年（1304年）1月14日、春宮権大夫を止める。嘉元3年（1305年）1月5日、従二位に昇叙。延慶2年（1309年）9月26日、正二位に昇叙。
正和4年（1315年）3月13日、権大納言に昇進。正和5年（1316年）7月22日、春宮権大夫を兼ねる。文保2年（1318年）2月26日、春宮践祚により権大夫を止める。元応元年（1319年）8月21日、右近衛大将を兼ねる。同年10月18日、大納言に転正。元亨元年（1321年）3月、前右大臣西園寺公顕の猶子であったことから、公顕薨去により喪に服す。
元亨2年（1322年）8月11日、右大臣に任ぜられる。右大将は元の如し。同月23日、右大将を辞し、同年9月10日、父・実兼薨去により喪に服す。元亨3年（1323年）5月3日、復任するが、同年7月には右大臣を辞した。嘉暦元年（1326年）8月27日、母の喪に服す。嘉暦2年（1327年）9月2日、後院別当となる。嘉暦4年（1329年）1月5日、従一位に叙せられる。正慶元年（1332年）11月18日、太政大臣に任ぜられる。正慶2年/元弘3年（1333年）5月17日、後醍醐天皇の詔により太政大臣を停止され、前右大臣とされる。暦応元年/延元3年（1338年）12月12日、出家し法名を覚静とする。暦応2年/延元4年（1339年）1月16日、薨去。
なお、兼季のあとに今出川家から太政大臣に任ぜられた者はいない。兼季が太政大臣に任ぜられたのは光厳天皇の在位時であるが、後醍醐天皇が復帰することによって兼季の太政大臣補任は取り消され再任はされなかった。後述のように兼季は後醍醐天皇の琵琶の師を務めており、兼季が持明院統派と大覚寺統派のいずれに組していたのかは必ずしも明確ではない。

## 兼季と琵琶

### 母系を通しての琵琶の伝授
父・実兼の生母は大外記中原師朝の娘・八十前であるが、八十前の生母は琵琶西流の藤原孝道の娘・讃岐局である。実兼は母親とその実家を通して琵琶を手ほどきを受けたと考えられる。また、兼季の生母は同じく琵琶西流の藤原孝泰の娘・従三位孝子であるが、孝泰の父は藤原孝道の息男・孝時である。兼季は琵琶の達人として後年活躍することになるが、父実兼同様に琵琶西流の女性達から琵琶の伝授を受けたことの影響が大きかったのである。

### 琵琶の師として
元亨2年（1322年）5月26日に、兼季は後醍醐天皇に琵琶の秘曲「啄木」を伝授したことが伝わる。また、量仁親王が琵琶を始められた時の師も兼季である。父実兼、兄公顕も琵琶秘曲伝授の師を勤めていて、兼季も琵琶秘曲伝授を受け継ぎ、琵琶の師として今出川家の家業を確立することになった。『徒然草』に琵琶にまつわる兼季の逸話が記されている事から見ても、兼季は琵琶の名手と目されていた。

### 『徒然草』での兼季の逸話
兼季は『徒然草』第70段に登場する。文保2年（1318年）11月24日に行われた清暑堂御遊で兼季は琵琶の名器牧馬を弾いた。兼季が弾く前に何者かが牧馬に近寄り柱のひとつを落とす細工をしたが、兼季は弾く時に慌てることなく懐から糊を取り出して柱を固定させ、何事もなかったかのように牧馬を弾いたと描かれている。

## 系譜
- 父：西園寺実兼（1249-1322）
- 母：藤原孝子 - 家女房少納言局（三条局）、従三位。若狭守藤原孝泰の娘
- 正室：西園寺公顕の娘
  - 男子：今出川実尹（1316-1342）
- 生母不明の子女
  - 女子：妙菊 - 佐々木高貞室
- 養子
  - 男子：今出川公冬